# Tuchlovice
Tuchlovice (Duits: Tuchlowitz) is een Tsjechische gemeente in de regio Midden-Bohemen en maakt deel uit van het district Kladno. Het dorp ligt op 8 km van de stad Kladno.
Tuchlovice telt 2771 inwoners (2023).

## Etymologie
De oorsprong van de naam van het dorp kan twee betekenissen hebben: een persoon behorende bij de persoon Tuchl (een patroniem van de Oud-Tsjechische naam Tuchla) of van het woord zatuchlý, dat een beschrijvend woord is voor de lucht boven de moerassige omgeving van het dorp.

## Geografie
De gemeente Tuchlovice bestaat uit de volgende plaatsen:
- Tuchlovice;
- Srby.

Tussen Tuchlovice en Srby ligt het Turyňskýmeer, ook wel bekend als Velké Záplavy. Het meer is verbonden met de Loděnice, een zijrivier van de Berounka. Het noordelijk uiteinde van het meer is verbonden met draslanden, ook wel bekend als Malé Záplavy, die een broedplaats zijn voor watervogels.

## Geschiedenis
De eerste schriftelijke vermelding van het dorp dateert van 1283.
Sinds 1960 is Tuchlovice een zelfstandige gemeente binnen het district Kladno. Sinds 1980 maakt Srby deel uit van de gemeente.

## Cultuur en sport
Sinds 1994 wordt in het dorp regelmatig het Centraal-Boheemse Folklorefestival gehouden. Ook worden er van tijd tot tijd orgelconcerten gehouden in de Sint-Havelkerk.
Er is een openbaar zwembad en sportcomplex met tennisbanen in het dorp.

## Verkeer en vervoer

### Autowegen
Weg II/606 loopt door het dorp en verbindt Tuchlovice met Pletený Újezd, Stochov en Nové Strašecí. Tussen Tuchlovice en Srby loopt snelweg D6 Praag - Karlsbad.

### Spoorlijnen
De noordkant van het dorp wordt doorkruist door de spoorlijn 120 Praag - Kladno - Rakovník. Er is geen station in de gemeente. Het dichtstbijzijnde station is Stochov, op 2 km afstand, gelegen aan spoorlijn 120. Vanuit Srby is het dichtstbijzijnde station Kamenné Žehrovice, gelegen aan dezelfde spoorlijn, op ongeveer 1 km afstand.

### Buslijnen
Er zijn drie bushaltes in de gemeente:
| Halte                 | Lijn(en)                | Route                                                                                               | Vervoerder      |
| --------------------- | ----------------------- | --------------------------------------------------------------------------------------------------- | --------------- |
| Tuchlovice            | 365 417 600 618 619 625 | Motol - Stochov Praag-Zličín - Mšec Louny - Kladno Kačice - Kladno Kladno - Ročov Kladno - Rakovník | ČSAD MHD Kladno |
| Tuchlovice, Dřevěnkov | 365 417 600 619 625     | Motol - Stochov Zličín - Mšec Louny - Kladno Kladno - Ročov Kladno - Rakovník                       | ČSAD MHD Kladno |
| Tuchlovice, Srby      | 618                     | Kačice - Kladno                                                                                     | ČSAD MHD Kladno |

## Bezienswaardigheden
- Sint-Galluskerk;
- Sint-Floriankapel;
- Standbeeld van Sint Johannes van Nepomuk;
- Monumentale watermolen op nr. 16.

## Geboren
- František Skála (1923-2011), een Tsjechisch beeldhouwer, graficus, schilder en illustrator

## Galerĳ

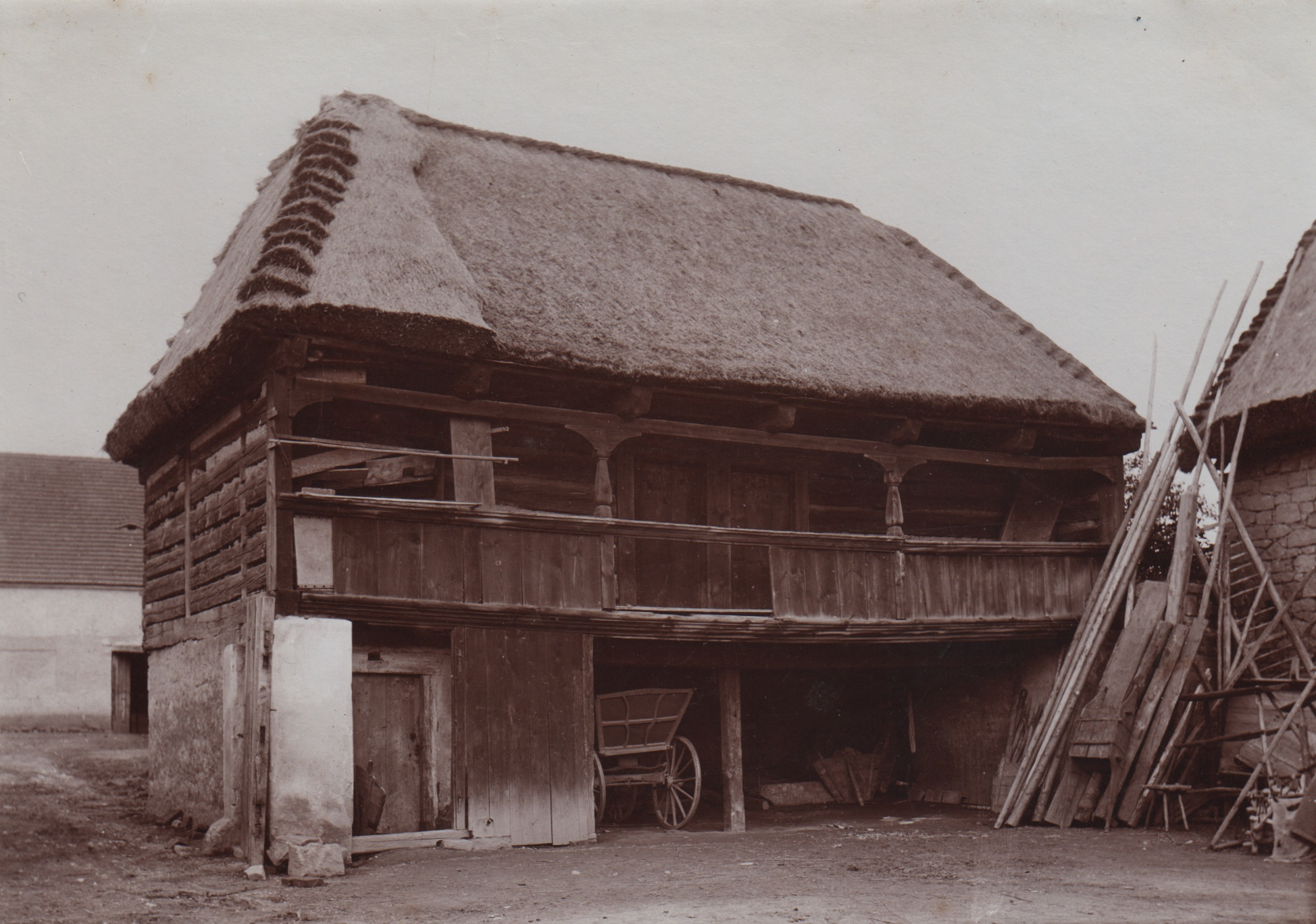
Boerderij (1904 - foto: František Duras)
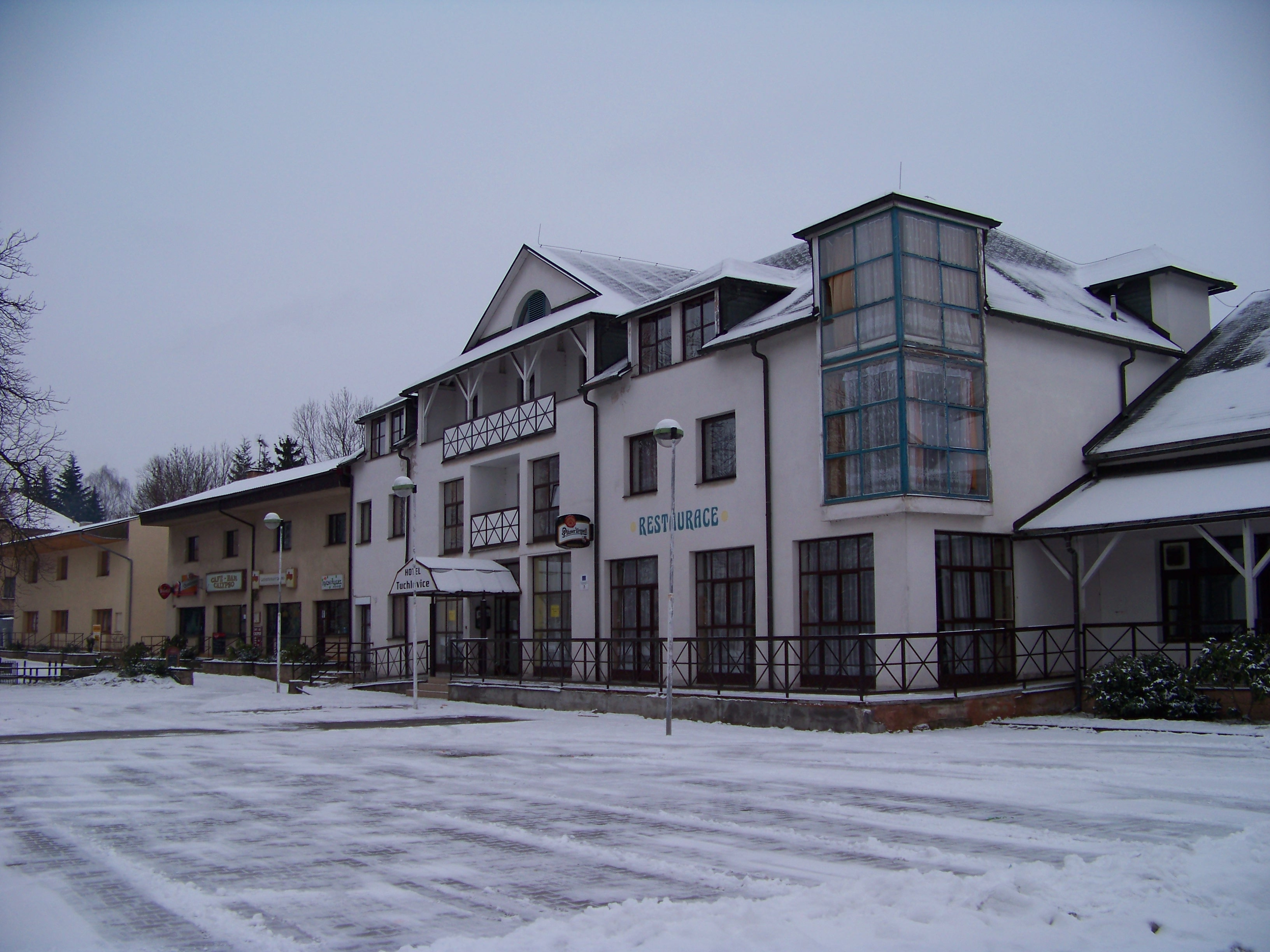
Hotel Tuchlovice
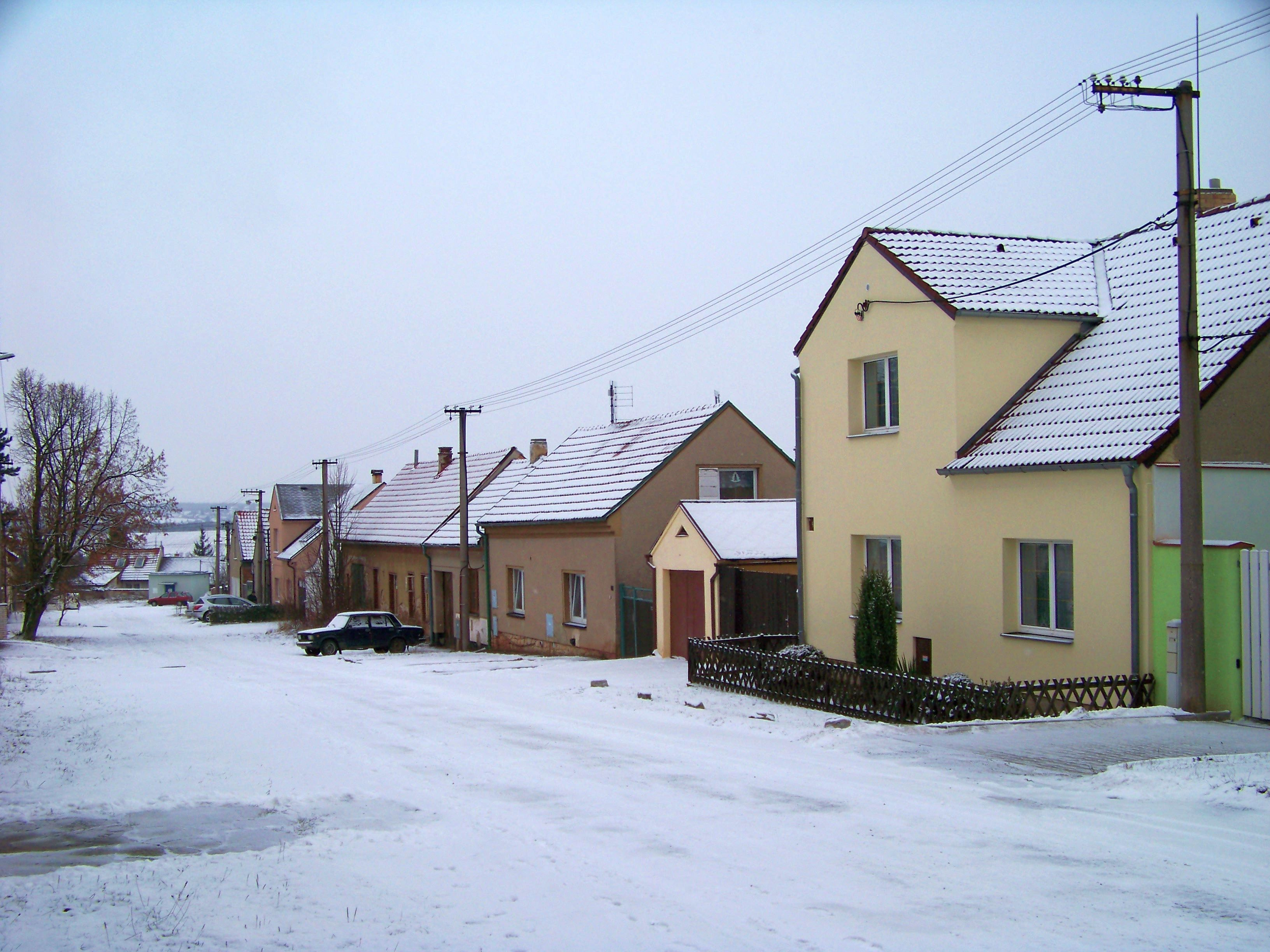
Straat in Tuchlovice
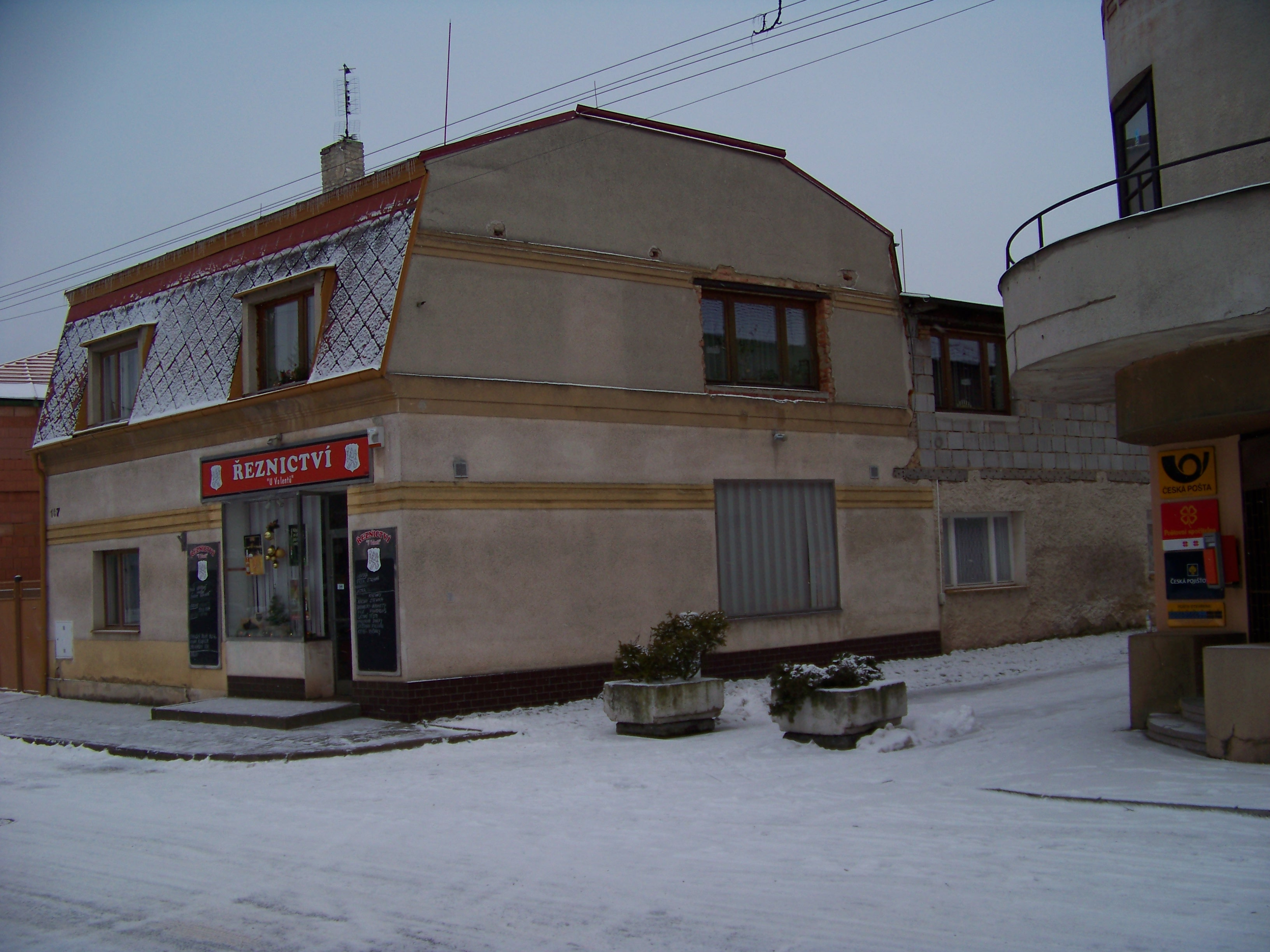
Postkantoor
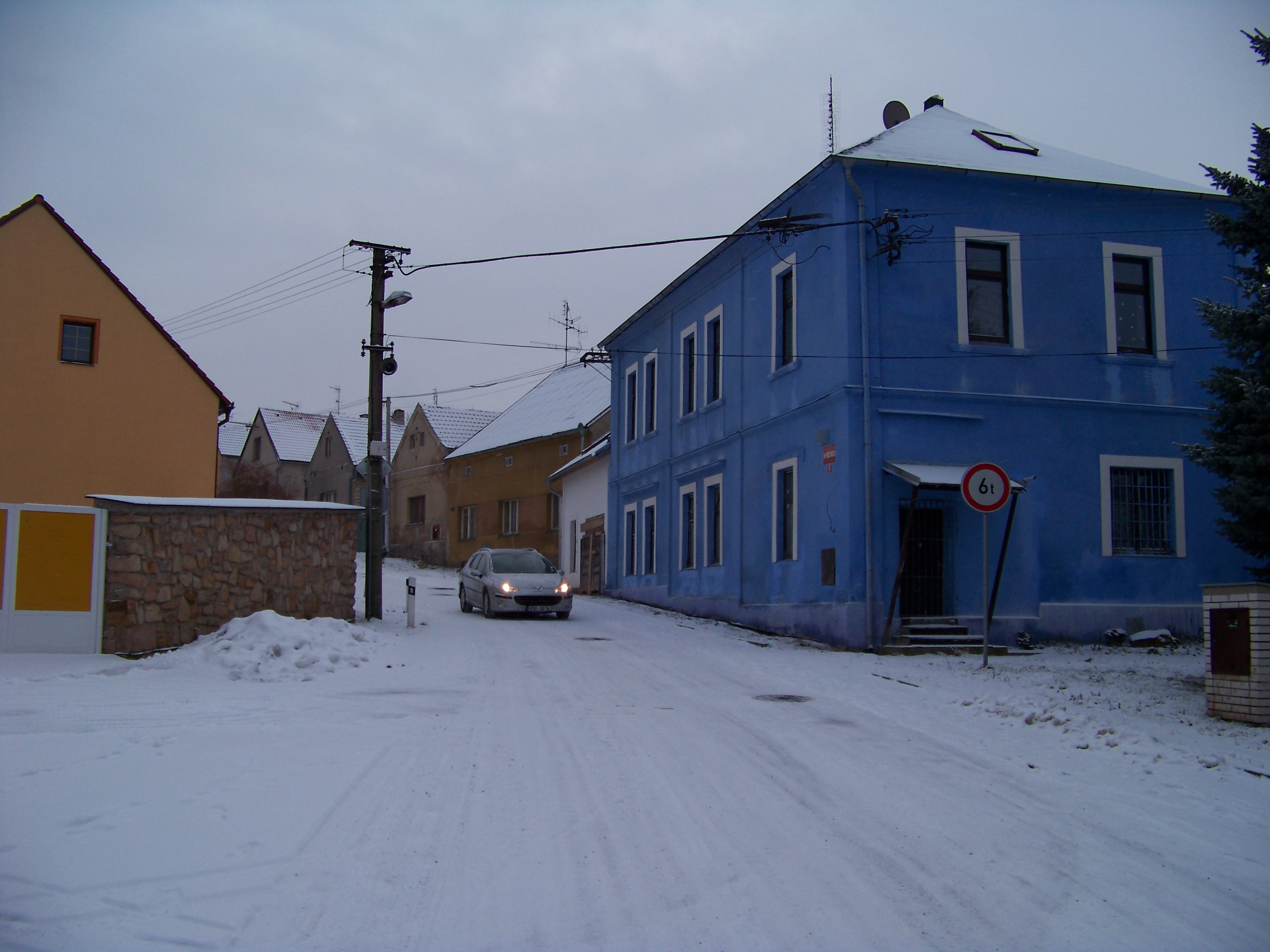
Na Hradčanechstraat
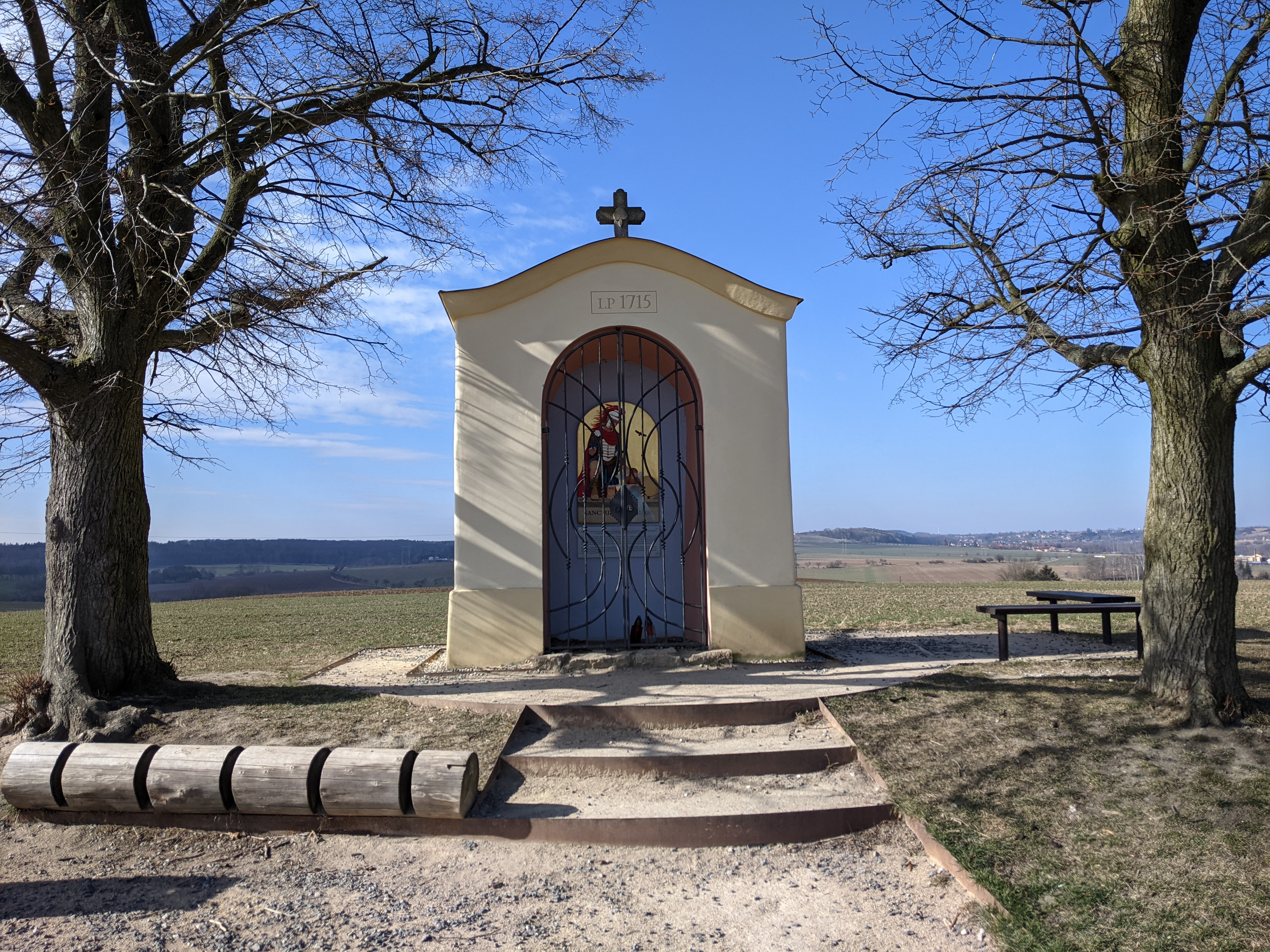
Sint-Floriankapel
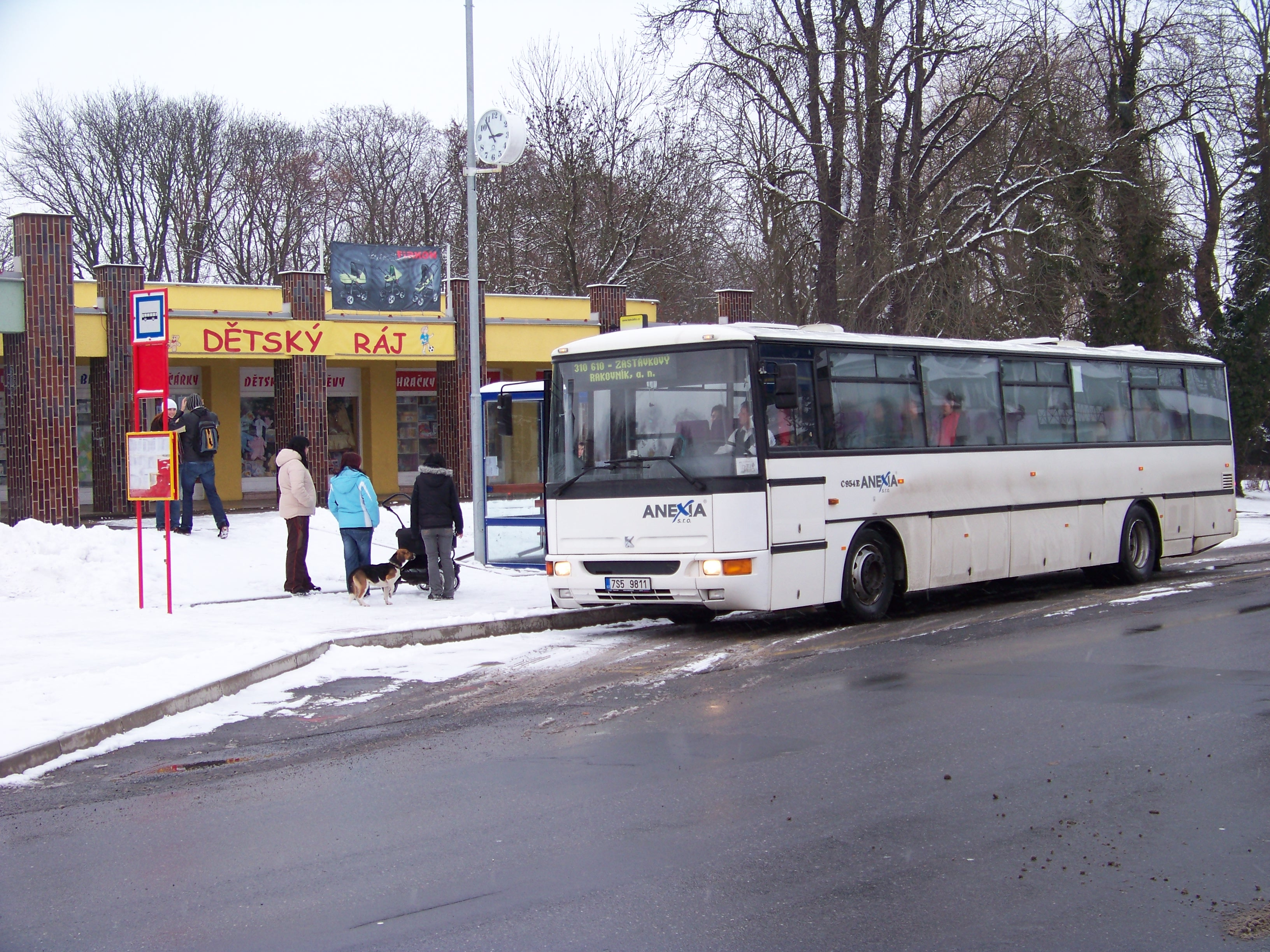
Bus van ANEXIA in het dorp (2010)

## Wetenswaardig
- In 2016 werd het dorp gebruikt voor opnames van de film Instalatér z Tuchlovic (ook wel bekend als The Good Plumber).